# Tatort: Und Tschüss
Und Tschüss ist ein Fernsehfilm aus der Kriminalreihe Tatort der ARD und des ORF. Der Film wurde vom Norddeutschen Rundfunk unter der Regie von Thomas Bohn produziert und am 24. Februar 2008 im Programm Das Erste zum ersten Mal gesendet. Es handelt sich um die 689. Tatort-Folge. Für den Kriminalhauptkommissar Casstorff (Robert Atzorn) ist es der fünfzehnte und gleichzeitig letzte Fall, in dem er ermittelt.

## Handlung
Ein 14-jähriges Mädchen dringt durch ein geöffnetes Fenster in ein herrschaftliches Haus ein. Sie schleicht sich in das Obergeschoss und wird dort bereits von ihren Eltern erwartet. Wegen ihres verbotenen Kontakts wird ihr das Internat angedroht. Am nächsten Morgen kommt sie auf dem Weg zu ihrem Kontakt zu einem maskierten Überfall und steht einem der Täter nach seiner Demaskierung Auge in Auge gegenüber. Im Hauseingang liegt ein Mann auf dem Boden. Der Unternehmer und Geschäftsführer der "Fair Global GmbH", Arno Dahm sollte entführt werden und kommt dabei zu Tode. Nach einem kurzen Telefonat mit Kommissar Casstorff, der am Tatort ist, wird seine Freundin, Staatsanwältin Wanda Wilhelmi, auf dem Weg dorthin durch einen fingierten Überfall entführt. Sie wacht in einem total leeren Raum auf. Casstorff findet ihren Autoschlüssel neben dem Wagen. Daraufhin wendet er sich an das LKA, das automatisch beim Ausbleiben der Staatsanwaltschaft die Fahndung einleitet. Das führt Jenny Graf wieder zu Casstorff und Holicek. Unterdessen wird die Staatsanwältin in einen dunklen Verhörraum geführt, wo sich die Entführerin als angeblich zu einer radikal-demokratischen Gruppe zugehörig outet. Ihr Kumpel legt Hand an die Staatsanwältin an, um Hintergründe eines Falls herauszupressen, der sich um den einträglichen Export von Elektroschrott dreht.
Nach routinemäßigen Ermittlungen – Holicek befragt den Partner des Getöteten und Casstorff durchkämmt mit Jenny die Wohnung von Wilhelmi – treffen sich die beiden an einer Bar und Casstorff kündigt seinen Rücktritt nach Abschluss des Falls an, sollte Wanda unbeschadet aus der Sache herauskommen. In der Zwischenzeit kann Wanda Wilhelmi die Unachtsamkeit zweier Entführer nutzen und die beiden Männer niederschlagen. Kurz vor dem Verlassen des Gebäudes wird sie jedoch von der dritten Entführerin mit einer Waffe in Schach gehalten und im Hafen in einen Container mit Elektroschrott gebracht.
Ben, der Schulfreund der 14-jährigen Dorothea, überredet sie, ihre Aussage bei der Polizei zu machen. Sie gehen gemeinsam zur Wache, jedoch hält es Doro dort nicht lange aus und geht, da sie denkt dort nicht ernst genommen zu werden. Ben schildert später Jenny Graf alleine die Zusammenhänge mit Arno Dahm und Doro muss nun dringend den Ermittlern bei der Suche nach dem Demaskierten helfen. Endlich kann sie den Schwerkriminellen Hans Kollorz identifizieren und damit die Polizeimaschinerie in Gang bringen. Kollorz, seine Komplizen und auch der in Geldnöte geratene Auftraggeber Dursthoff werden schnell dingfest gemacht. Das Einfangen des bereits ausgelaufenen Containerschiffs und die Befreiung Wilhelmis erweisen sich aufwändiger. Dahm kam durch Zufall auf die Machenschaften Dursthoffs rund um den Elektroschrott und kündigte an, bei Staatsanwältin Wilhelmi Strafanzeige gegen Dursthoff zu erstatten. Endlich kann Casstorff Wilhelmi in die Arme nehmen und quittiert seinen Dienst.

## Rezeption

### Einschaltquoten
Die Erstausstrahlung von Und Tschüss am 24. Februar 2008 wurde in Deutschland insgesamt von 7,01 Millionen Zuschauern gesehen und erreichte einen Marktanteil von 19,40 Prozent für Das Erste.

### Kritik
Bei Quotenmeter beurteilt Manuel Weis diesen Tatort positiv und schreibt: „Neben Atzorn überzeugt vor allem Ursula Karven, die die entführte Freundin des Ermittlers spielt. Sie geht in ihrer Rolle regelrecht auf, all das, was ihr passiert, kommt 1:1 zum Zuschauer herüber. Am Ende hat es Thomas Bohn, der nicht nur das Buch schrieb, sondern auch Regie führte, geschafft, ein überzeugendes Gesamtwerk abzuliefern, bei dem auch Musik und Kamera überzeugen.“
Die Kritiker der Fernsehzeitschrift TV Spielfilm vergaben für diesen Tatort dagegen nur eine mittlere Wertung und meinen: „Casstorffs letzter Fall: leider nur kalter Kaffee“.